# Mariano Díez
Mariano Díez (El Seibo, República Dominicana, 24 de septiembre de 1794-El Seybo, Venezuela, 1867) fue un militar venezolano de origen dominicano, que participó activamente en las luchas independentistas en Venezuela y República Dominicana. Fue padre de Manuel Antonio Díez, presidente provisional de Venezuela en 1886; y tío de Juan Pablo Duarte, padre de la independencia de la República Dominicana en 1844.

## Biografía
Se unió a la guerra de independencia de Venezuela en 1811. Sin embargo, tras la victoria española en la Campaña de Reconquista de Monteverde y el armisticio de Francisco de Miranda en San Mateo en julio de 1812, que dio fin a la Primera República de Venezuela, Díez buscó el exilio en Santo Domingo (República Dominicana).
En 1821 participó activamente en la independencia de Santo Domingo junto a José Núñez de Cáceres, pero tras el colapso de la Independencia efímera en la que Santo Domingo es anexado a Haití en febrero de 1822, Díez regresó a Venezuela. Posteriormente se unió a un cuerpo de artillería de la región del Zulia y retoma su participación en la lucha independentista venezolana, que se encontraba en su fase final. Por su labor, en 1827 fue nombrado teniente de artillería por Simón Bolívar.
En 1859 participó en la Guerra Federal entre liberales federalistas y conservadores, siendo comandante de artillería. Tomó parte en la conquista de La Guaira y La Victoria, pero fue herido en Quebrada de Las Tablas y debió retirarse de la guerra civil.
Tras la guerra, fue ascendido a general de brigada del ejército venezolano en 1864 y de igual modo fue ascendido en el mismo grado dentro del ejército dominicano, a causa de sus servicios a la Guerra de Restauración, en contra de la anexión de España.
Estaba en Venezuela desde enero de 1863. Al decidir su sobrino Juan Pablo Duarte venir desde ese país a integrarse a la guerra por la liberación de su patria, al igual que Vicente Celestino Duarte, Manuel Rodríguez Objío, y el comandante venezolano Candelario Oquendo, don Mariano acompañó al Patricio y regresó el 25 de marzo de 1864. Diez, de edad muy avanzada y enfermo, quedó al cuidado del gobierno, pero no se resignó a la vida pasiva y, en correspondencia a su buena disposición, el gobierno nacional, presidido entonces por el general Gaspar Polanco, lo envió a la región Sur en diciembre de 1864. Fue Gobernador de Azua hasta después de la retirada de los españoles. Tenía rango de coronel de artillería. En 1868 se impuso Báez y se inauguró la dictadura de los Seis Años. Ese mismo año volvió Mariano Diez a marcharse a Venezuela.